# Bălți (arrondissement)
Bălți (Municipiul Bălți) is een bestuurlijke eenheid (unitate administrativ-teritorială) van Moldavië. De zetel is de gemeente - met stadstitel - Bălți. Op 01-01-2012 had de bestuurlijke eenheid 149.200 inwoners.
De 3 gemeenten van de bestuurlijke eenheid Bălți:
- Bălți, met de titel municipiul (grote stad)
- Elizaveta
- Sadovoe.